# Самбурська Настасья Аніславівна
Настасья Аніславівна Самбурська (нар. 1 березня 1987, Приозерськ, Ленінградська область, РРФСР, СРСР) — російська актриса театру і кіно, модель, співачка, телеведуча.

## Біографія
Народилася 1 березня 1987 року в місті Приозерськ Ленінградської області.
Коли було 5 років, її батько відправився у місця позбавлення волі. В шкільні роки брала участь в ансамблі «Золоте кільце». Мати (нар. 1964) — продавець, є рідний брат (нар. 1984).
Закінчила 9 класів, після чого поїхала в місто Енгельс (Саратовська область) і стала вчитися на перукаря.
У театрі створювала театральний реквізит. Працювала диспетчером у таксі, охоронцем.
Надійшла в МХАТ на курс Костянтина Райкіна, але була відрахована.
У 2010 році закінчила ГИТИС, майстерня С. А. Голомазова, після чого була запрошена в трупу Театру на Малій Бронній.
Вперше знялася в масовці серіалу «Єсенін», але кар'єру кіноактриси почалася з 2008 року, коли її запросили в мелодраматичний серіал «обручка». У 2009 році знялася в епізодичній ролі в серіалі «Детективи», а в 2011 році її чекала роль потерпілої громадянки Анастасії в серіалі «Амазонки».
З 2011 року виконує головну роль студентки і управляє нічним клубом Христини Соколовської в серіалі «Універ. Нова общага» на телеканалі ТНТ.
У 2012 році з'явилася на обкладинках журналів MAXIM і iFamous, в 2013 році на обкладинках липневих Playboy Russia і Playboy Ukraine.
В тому ж 2012 році знялася в епізодичній ролі в серіалі «Ластівчине гніздо», випустила дебютний сингл «Ти попав», а в 2013 в одному з московських клубів відбувся перший сольний концерт. У тому ж році знялася в продовженні серіалів «Універ» та «Універ. Нова общага» — сіткомі «Сашатаня» і стала телеведучою ток-шоу «#Я права» на телеканалі «Ю».
У 2015 році стала обличчям фітнес-проекту BodyLab разом з чемпіоном Arnold Classic Денисом Гусєвим, а також знялася в ролі красуні Злати в комедії «Жінки проти чоловіків».
У вересні 2016 року взяла участь у програмі «Битва екстрасенсів» Містера Х.
У 2016 році у співпраці з Віктором Дробишем дебютувала на естраду з піснею «Погані хлопчики».
У 2017 році разом з Юлією Минаковской стала провідною клінінгового проекту «Генеральне прибирання» каналу «П'ятниця!». А з 15 листопада 2017 року — ведуча програми «Ревизорро» на цьому ж каналі.
З лютого 2018 знімається в серіалі «Команда Б» на телеканалі «СТС», виконуючи роль бортінженера — Олександри Рубан.

## Особисте життя
У 2016 році нетривалий час була в стосунках з білоруським співаком Олександром Івановим.
10 листопада 2017 року Настя вийшла заміж за білоруського актора Кирила Дицевича (нар. 1992), з яким зустрічалася кілька місяців до весілля. Однак у січні пара розлучилася.

## Творча діяльність

### Театральні роботи
Самбурська взяла участь у таких театральних роботах:
- «Біси. Сцени з життя Миколи Ставрогіна» — Тушина Лізавета Миколаївна
- «Кіноманія.band» — Querer
- «Наша людина в Гавані»
- «Принц Каспіан» — Відьма
- «Ґвалтівники» — Катерина
- «Почтигород» — Гейл
- «Формалін» — Юна Рукова (головна роль)
- «Кроляча Нора» — Іззі[20]
- «Салемські відьом»[21]

- «Бобслей для дорослого чоловіка»/«Американські гірки» — Джульєтт (головна роль)

### Фільмографія
- 2008 — т/с «Скажи Лео» — дівчина біля кінотеатру
- 2008 — т/с «Обручальное кольцо» — Наташа, адміністратор у ресторані та фітнес-клубі
- 2009 — т/с «Детективы» — Настя, дочка головної героїні (серія 277 «З останніх сил»)
- 2009 — т/с «Универ» — епізод «Дуже російський детектив» (3 сезон 53 серія)
- 2009 — т/с «Как же быть сердцу» — медсестра
- 2010 — т/с «Девичник» — продавець у шоу-румі
- 2011 — т/с «Амазонки» — Анастасія, потерпіла (епізод «Справа про задушену»)
- 2011 — 2016 — т/с «Универ. Новая общага» — Христина Соколовська, студентка (головна роль)
- 2012 — т/с «Ласточкино гнездо» — Олена (епізод)
- 2012 — т/с «Опережая выстрел» — Ольга
- 2013 — х/ф «Первая осень войны» — Ніна
- 2013 — т/с «Сашатаня» — Христина Соколовська
- 2014 — т/с «Верни мою любовь» — Ілона[22]
- 2015 — х/ф «Женщины против мужчин» — Злата
- 2016 — х/ф «Пятница» — Лара
- 2016 — х/ф «Держи удар, детка» — Жанна[23]
- 2016 — х/ф «Наваждение» — Світлана, Катя (сестри-близнюки)
- 2017 — х/ф «Две жены» — Марина
- 2018 — т/с «Команда „Б“» — Олександра Рубан
- 2018 — х/ф «Zомбоящик»
- 2018 — х/ф «Женщины против мужчин: Крымские каникулы» — Злата
- 2018 — х/ф «Каникулы президента» — охорониця Даша[24]

### Телебачення
Самбурська взяла участь у телепроєктах:
- 2013—2014 роки ведуча ток-шоу „#Яправа“ на телеканалі „Ю“ разом з Юлією Коган, Лізою Арзамасова і Дариною Сагалової.
- 2016 — „Без страховки“ як учасниця, де пошкодила ногу і покинула шоу
- 2017 — Ведуча проекту „Генеральне прибирання“ на телеканалі „П'ятниця!“
- 2017 — ведуча рубрики „Бізнес-сніданок“ у програмі „Ранок П'ятниці“ на каналі „П'ятниця!“
- 2017 — Ведуча проекту „Ревизорро“ на телеканалі „П'ятниця!“

## Музика
- 2012 — „Ти попав“.
- 2014 — „Нічого не шкода“
- „Магніт“
- „Не шукай мене“
- „Килогерцы“
- 2016 — „Погані Хлопчики“
- 2017 — „Бл*ді“ (з цензурою і без цензури)
- 2017 — „Стара“
- 2017 — „Мазохісти“
- 2017 — „Ми ж на ти“ (feat. Данило Рувинский)

## Кліпи
- 2016 — „Погані Хлопчики“

- 2017 — „Бл*ді“ (з цензурою і без цензури)

## Визнання
- 2012 — за версією журналу „iFamous“, названа „Кращою молодою актрисою 2012 року“, „Особа 2012 року“.
- 2012 — зображена на обкладинках журналів „MAXIM“ і „IFamous“.
- 2013 — обкладинкиPlayboy Russia» і «Playboy Ukraine».
- Входить в топ 100 найсексуальніших жінок Росії" за версією журналу «MAXIM» у 2012, 2013, 2014, 2015 років.
- 2015 — зайняла перше місце в онлайн голосуванні (більше 10 000 читачів) за звання найсексуальнішої жінки країни за версією читачів російського видання журналу «MAXIM»[25].
- 2015 — увійшла в топ 100 найсексуальніших жінок планети" за версією російського видання журналу «FHM».
- 2015 — увійшла в топ-5 секс-символів російського шоу-бізнесу за версією журналу «STARHIT».
- 2015 — отримала премію «Reebok Awards» за внесок у розвиток фітнес-індустрії в Росії.
- 2015 — отримала премію «Актриса року» за версією журналу «Moda Topical».
- 2016 — номінантка премії журналу «OOPS! Choice Awards» в категорії «Краща актриса» за роль Лари у фільмі «П'ятниця»[26].
- 2016 — перемогла у премії «Fashion People Awards-2016» в номінації «Актриса року»[27].
- 2017 — номінантка премії журналу «Glamour» у категорії «Преображення».